# Inga Pentén
Inga Margareta Elisabeth Pentén, född Lönnqvist 15 juni 1913 i Södertälje, död i januari 1975 i Benalmádena i Spanien, var en svensk målare, tecknare och grafiker.
Hon var dotter till ingenjören Efraim Lönnqvist och Elisabeth Carlson och från 1942 gift med ingenjören Lars Erik Pentén. Hon studerade vid Pernbys målarskola 1951–1954 och 1955–1957 samt vid Signe Barths målarskola 1954–1955 och under tre månader 1954 vid en fransk målarskola i Benodêt. 
Under tiden då Inga Pentén var bosatt på Lidingö lärde hon känna och bli nära vän med Siri Derkert. De båda konstnärerna målade och inspirerade varandra under många år.
Inga Pentén ställde även ut i Chicago samt i Paris. Pentén hade även hus i Simrishamn som sedan blev ett museum, den gamla smidesverkstaden som idag finns på vykort. Hennes konst från denna tid är motiv från Österlens stränder. Under sina långa vistelser i bland annat Normandie och Tokyo samlade hon mycket inspiration.
Separat ställde hon ut ett flertal gånger på Whitlockska skolan i Stockholm och Danderydsgården. Tillsammans med Agne Johansson ställde hon ut i Södertälje 1960. Hon medverkade i samlingsutställningar med Sveriges allmänna konstförening samt i Danderyds konstförenings höstsalonger. Hennes konst består av porträtt, modeller, stilleben och några landskap utförda i olja, akvarell, kritteckning eller grafik. Pentén är representerad vid Danderydsgården med två oljemålningar och vid Nationalmuseum i Stockholm.